# لويس ر. فيسوت
لويس ر. فيسوت (بالإنجليزية: Luis R. Visot)‏ (حوالي 1956 في بونس، بورتوريكو) لواء ورئيس أركان جيش الولايات المتحدة الاحتياطي.
تم نشره للعمل في حرب الخليج الثانية وحرب العراق وعملية الرد الموحد في هايتي وكذلك مع قوة تنفيذ السلام في البوسنة والهرسك. نشرت دعما لحرية العراق من عام 2007 إلى عام 2008. بوصفه قائد مجموعة النقل الثانية والثلاثين قام بنشر وحدته لدعم عملية حرية العراق في الكويت والعراق من 2003 إلى 2004. خلال عملية درع الصحراء وعملية عاصفة الصحراء من 1990 إلى 1991 شغل أيضا منصب ضابط الاتصال الثاني والثلاثين لمجموعة النقل إلى قيادة الدعم الثاني والعشرين في مركز العمليات اللوجستية ومحلل خلية التخطيط والتحليل اللوجستي في القيادة الثانية والعشرين للدعم في الظهران بالمملكة العربية السعودية.